# Ortalis superciliaris
La chachalaca cejuda o guacharaca parda (Ortalis superciliaris) es una especie de ave galliforme de la familia Cracidae, perteneciente al género Ortalis. Es endémica de Brasil.

## Distribución y hábitat
Se distribuye en el noreste de Brasil, en el este de Pará, norte de Tocantins, Maranhão y norte de Piauí. Su hábitat natural son los bosques estacionales caducifolios, de várzea, bordes de selvas húmedas y matorrales, en el dosel y en el estrato medio de bordes de selvas bajas, palmerales y selvas en galería.Aracuã-de-sobrancelhas en Wikiaves. Consultado el 23 de diciembre de 2010.